# Francesc Viadiu i Vendrell
|  | No s'ha de confondre amb Josep Viadiu i Valls. |

Francesc Viadiu i Vendrell (Solsona, 15 de setembre de 1900 - Sant Llorenç de Morunys, 28 de setembre de 1992) va ésser agent comercial, director d'editorial i polític.

## Biografia
Va ésser batlle de Solsona, diputat del Parlament de Catalunya, governador civil de Lleida i delegat de Cultura de la Generalitat de Catalunya.
L'any 1922 s'afilià a Estat Català, i durant la Dictadura col·laborà en la preparació d'una lluita armada amb Josep Rovira i anarquistes de la conca del Cardener.
El 1931 ingressà a Esquerra Republicana, i el 1932 fou elegit diputat al Parlament de Catalunya.
El gener de 1937 fou nomenat delegat d'ordre públic de la Generalitat a Lleida amb la missió de fer-hi prevaler la legalitat republicana i l'actuació del govern català. La seva intervenció el dugué a un enfrontament amb la FAI i el Partit Obrer d'Unificació Marxista (POUM). Abans havia salvat de la mort el bisbe de Solsona, Valentí Comellas, i centenars de religiosos i d'altres persones. Cessà en aquest càrrec el setembre del mateix any i passà a ésser director general de Patrimoni Artístic de la Generalitat.
Després d'uns mesos, ja el 1938, va ésser batlle de Solsona, càrrec que exercí fins que la imminent arribada de les tropes franquistes a la ciutat l'obligaren l'any 1939 a emprendre el camí de l'exili.
Exiliat a Occitània, estigué uns mesos als camps de concentració de la Catalunya Nord, però després anà a viure a Montpeller. Participà activament en la resistència, ajudant especialment el pas a Andorra d'aviadors aliats. De l'experiència d'aquells anys, Viadiu va escriure la novel·la Entre el torb i la Gestapo, obra que va inspirar una mini-sèrie a TVC l'any 2000 anomenada Andorra, entre el torb i la Gestapo.
Fou condecorat pel president dels EUA i pel rei d'Anglaterra pels seus serveis durant la Segona Guerra Mundial. El govern nord-americà li oferí també la possibilitat de treballar per a ell, si anava a viure als Estats Units, proposició que refusà. Tornà a Barcelona el 1952 i, tot i les promeses de les autoritats, hagué de fer un any de presó. Després regentà una impremta. El 1976 s'incorporà a Esquerra Republicana, partit que abandonà el 1982.
La Generalitat li va concedir el 1986 la Creu de Sant Jordi.

## Obra
- Entre el torb i la Gestapo (1974). L'any 2000 se'n va fer una minisèrie de televisió.
- Delegat d'ordre públic a "Lleida la Roja" (1979)
- Hostal d'Entença (1980)